# كارستن وولف
كارستن وولف (بالألمانية: Carsten Wolf)‏ هو دراج ألماني. شارك في دورة الألعاب الأولمبية الصيفية وفاز بميدالية أولمبية.

## الميداليات
| الميدالية | المسابقة                               |
| --------- | -------------------------------------- |
| فضية      | الألعاب الأولمبية الصيفية 1988         |
| ذهبية     | بطولة العالم للدراجات على المضمار 1989 |

## روابط خارجية
- كارستن وولف على موقع أرشيف الدراجات (الإنجليزية)
- كارستن وولف على موقع إحصائيات الدراجات الإحترافية (الإنجليزية)
- كارستن وولف على موقع CycleBase (الإنجليزية)
- كارستن وولف على موقع أوليمبيديا (الإنجليزية)